# Paul Tierney
Paul Tierney (* 25. Dezember 1980) ist ein englischer Fußballschiedsrichter.
Tierney ist seit seinem Debüt im August 2014 Schiedsrichter in der englischen Premier League und hat in dieser bereits über 150 Spiele geleitet. 
Von 2018 bis 2022 stand Tierney auf der Liste der FIFA-Schiedsrichter (von 2021 bis 2022 auch als Videoschiedsrichter) und leitete internationale Fußballspiele, darunter zwei Spiele in der Europa League und ein Spiel in der europäischen WM-Qualifikation für die Weltmeisterschaft 2022 in Katar.
Bei der U-21-Europameisterschaft 2019 in Italien und San Marino wurde Tierney als Videoschiedsrichter eingesetzt, ebenso beim UEFA Super Cup 2020 zwischen dem FC Bayern München und dem FC Sevilla (1:1, 2:1 n. V.) als Videoschiedsrichterassistent.
Am 25. April 2021 war Tierney Schiedsrichter im Finale des EFL Cups 2020/21 zwischen Tottenham Hotspur und Manchester City (0:1) im Londoner Wembley-Stadion. Am 3. Juni 2023 leitete er das Finale des FA Cups 2022/23 zwischen Manchester City und Manchester United (2:1) im Wembley-Stadion.